# Chiesa di San Prospero (Parma, Marore)
La chiesa di San Prospero è un luogo di culto cattolico dalle forme romaniche e neoromaniche, situato in via del Lazzaretto 26 a Marore, frazione di Parma, in provincia e diocesi di Parma; è sede di una parrocchia compresa nella zona pastorale della città.

## Storia
Il luogo di culto originario fu edificato in epoca medievale a est del borgo fortificato di Marore; la più antica testimonianza della sua esistenza risale al 1230, quando la Capelle Sancti Prosperi de Marorio fu menzionata nel Capitulum seu Rotulus Decimarum della diocesi di Parma tra le dipendenze della pieve di San Pietro di Porporano.
Verso la fine del XIII secolo l'edificio, ormai in rovina, fu ricostruito a breve distanza in direzione sud-est, per volere della famiglia Coghi del Castelletto, che ne divenne beneficiaria.
Il piccolo tempio fu elevato al rango di parrocchia nel 1564.
L'edificio fu profondamente modificato nel 1927, con la ricostruzione della facciata, il restauro degli interni e la sopraelevazione della torre campanaria.
Nel 1937 un violento terremoto causò notevoli danni alla chiesa; l'anno seguente furono avviati importanti lavori di ristrutturazione, che riguardarono soprattutto il prospetto principale e gli interni, ove furono anche aggiunte le due cappelle laterali ai fianchi del presbiterio; gli interventi furono completati nel 1941.
Il sisma del 9 novembre del 1983 danneggiò nuovamente l'edificio, colpendo in particolare il tetto e le cappelle; nel 1990 furono effettuati i restauri, che comportarono la ricostruzione delle coperture, il rifacimento della pavimentazione, la sostituzione delle cappelle con le navate laterali e la rimozione degli intonaci esterni.

## Descrizione

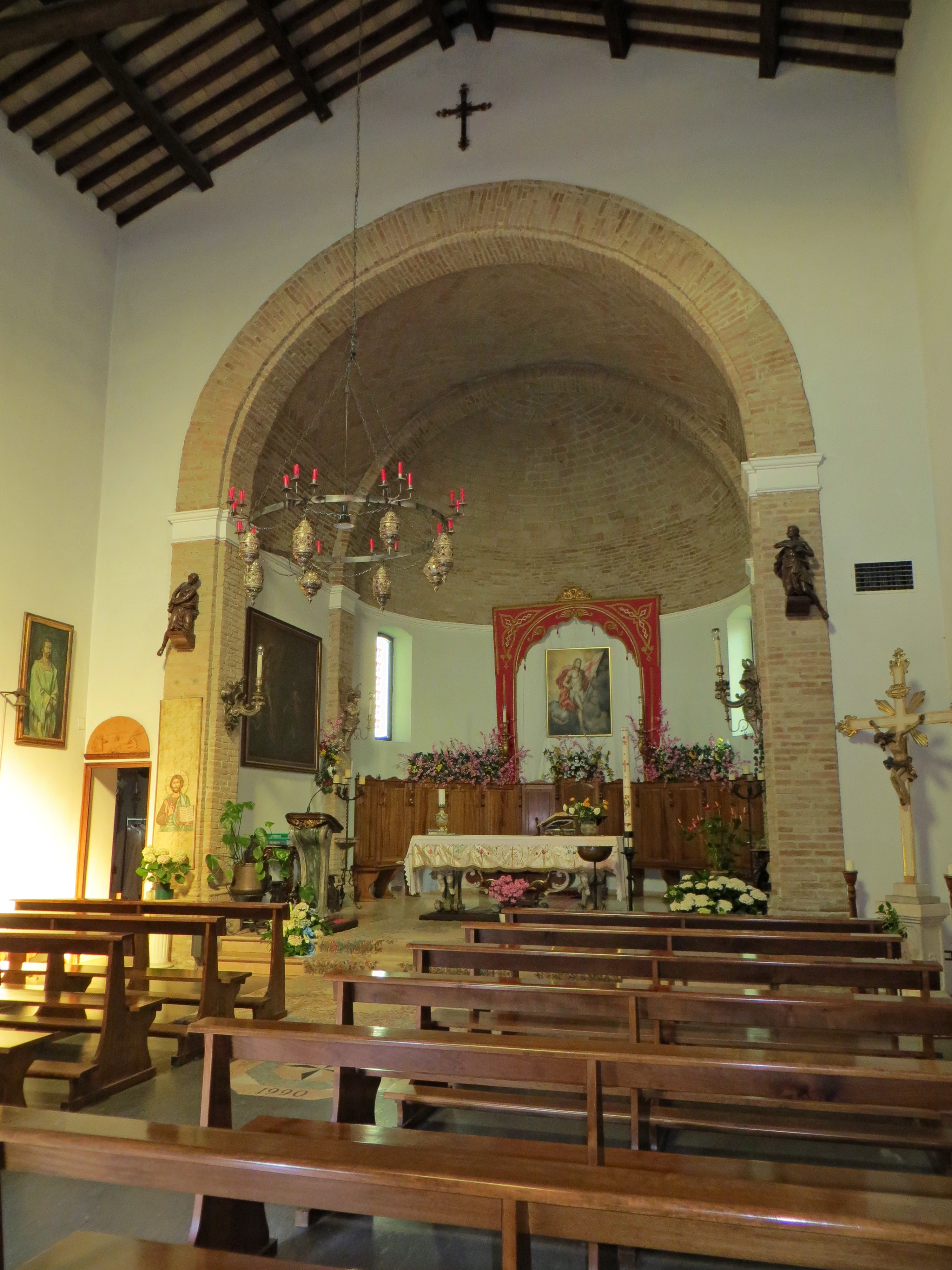
Presbiterio

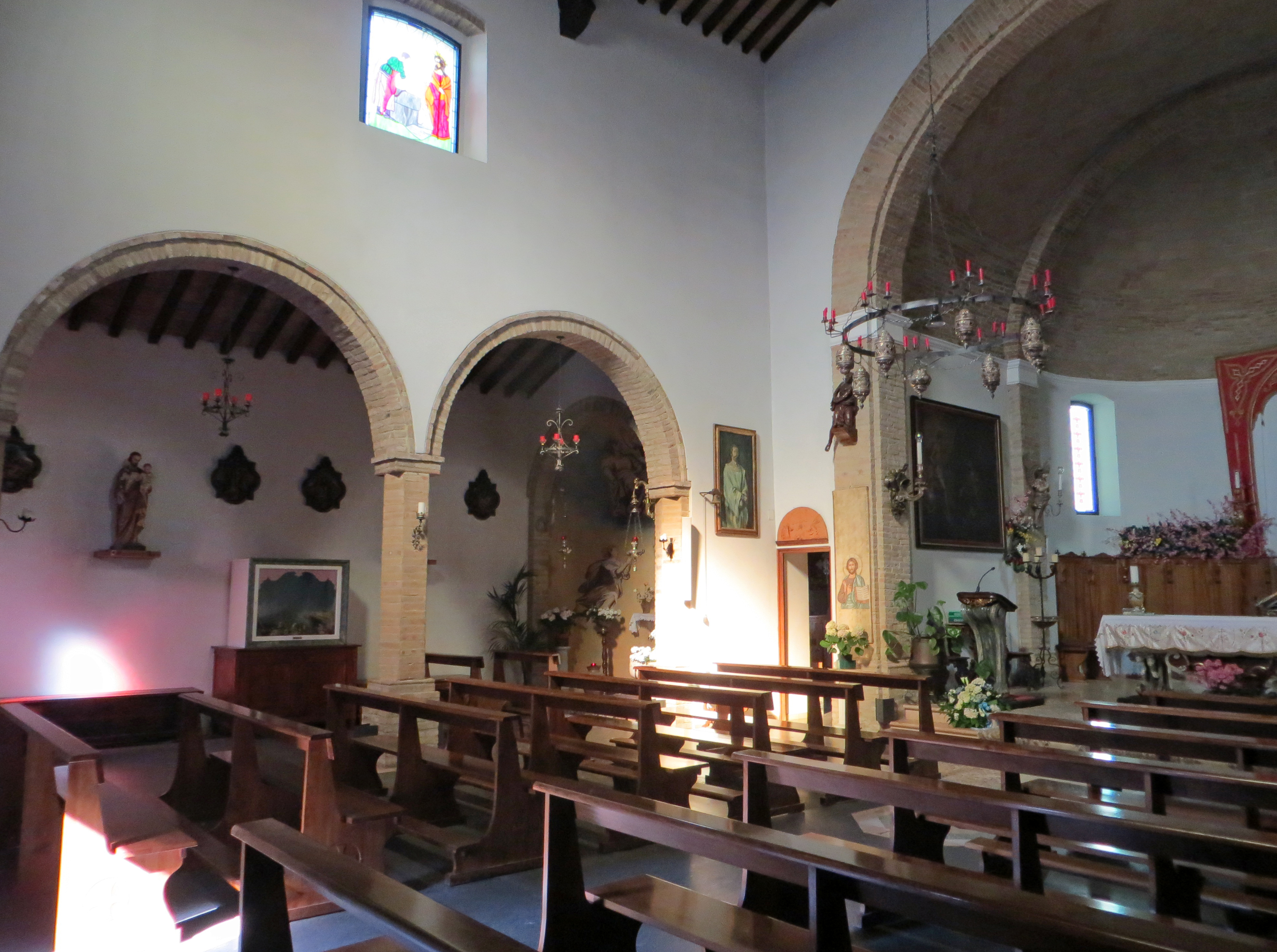
Navate

La piccola chiesa si sviluppa su un impianto a tre navate, con ingresso a ovest e presbiterio absidato a est affiancato da due cappelle laterali.
La semplice e simmetrica facciata a salienti, interamente rivestita in pietra, è caratterizzata dalla presenza del portale centrale d'ingresso, delimitato da cornice lineare; più in alto si apre una finestra rettangolare, mentre a coronamento corre un cornicione in lieve aggetto; ai lati in corrispondenza delle navate laterali sono collocate due piccole monofore.
I fianchi, illuminati da due finestroni in sommità riaperti nel 1990, e il retro absidato sono anch'essi privi di intonaci. Il campanile, elevato in corrispondenza della cappella terminale destra, è suddiviso in tre ordini sovrapposti da fasce marcapiano in rilievo; la cella campanaria si affaccia sui quattro lati attraverso aperture ad arco a tutto sesto; in sommità si staglia un'alta guglia piramidale in rame.
All'interno la semplice navata centrale intonacata, coperta da un soffitto a capriate lignee, è suddivisa da quelle laterali da ampie arcate a tutto sesto, rette da pilastri in laterizio.
Il presbiterio, lievemente sopraelevato, è preceduto dall'arco trionfale a tutto sesto in mattoni, retto da due paraste doriche ornate con due portaceri settecenteschi; l'ambiente, coronato da una volta a botte, ospita nel mezzo l'altare maggiore settecentesco in legno scolpito, con mensa sostenuta da due statue di angeli; sul fondo l'abside è coperta dal catino a semicupola in laterizio.
La chiesa conserva alcune opere di pregio, tra cui un dipinto cinquecentesco donato dai conti Gigli-Cervi raffigurante la Madonna col Bambino, un olio settecentesco rappresentante la Madonna col Bambino e i santi Prospero e Filippo Neri con cornice coeva, una tela del XVIII secolo ritraente San Prospero e un angelo, attribuita a Paolo Ferrari, e uno stendardo del XVIII secolo ritraente la Madonna col Bambino.